# Tapinoma williamsi
Tapinoma williamsi es una especie de hormiga del género Tapinoma, subfamilia Dolichoderinae. Fue descrita científicamente por Wheeler en 1935.
Se distribuye por Malasia y Filipinas. Se ha encontrado a elevaciones de hasta 518 metros. Vive en selvas tropicales.